# SPアワー 名演は時を越えて
SPアワー 名演は時を越えて（エスピーアワー めいえんはときをこえて）は、ミュージックバードで、2006年4月7日から2008年3月28日まで放送されていた番組。2006年9月29日までは、「SPアワー 名曲は時を越えて」というタイトルだった。また、一部のコミュニティ放送局でもネットされていた。

## 概要
手島里華、磯貝建文をパーソナリティとして、磯貝自身が経営する東京・銀座の蓄音機&SPレコード専門店｢シェルマン」の協力により、シェルマン店内で演奏する蓄音機でSPレコードを味わう。毎回、テーマに沿った音楽が繰り広げられる。

### 放送時間
SPアワー 名曲は時を越えて
- 2006年4月7日-2006年9月29日 - 毎週金曜日 26:00-27:00（JST）

SPアワー 名演は時を越えて
- 2006年10月6日-2007年3月30日 - 毎週金曜日 26:00-27:00（JST）
- 2007年4月6日-2008年3月28日 - 毎週金曜日 25:00-26:00（JST）

## タイムテーブル
（2007年7月）
- 25:00-25:03 オープニング
- 25:03-25:57 音楽紹介・音楽
- 25:57-26:00 エンディング